# Aleksej Kišjuhas
Aleksej Kišjuhas (Novi Sad, 1983) srpski je sociolog, kolumnista dnevnog lista Danas-a i univerzitetski predavač.
Diplomirao je, masterirao i doktorirao sociologiju na Filozofskom fakultetu u Novom Sadu.

## Stavovi
Kišjuhas smatra da je bolest nepražnjenih mošnica u korenu svih naših nacionalizama i fašizama.
O Baraku Obami je pisao kao o velikom državniku nezapamćenog kalibra.
Povodom protestne reakcije Srpske pravoslavne crkve nakon usvajanja kontroverznog Zakona o slobodi vjeroispovjesti u Crnoj Gori, on je izjavio da je SPC pokazala da je politička i ideološka, a ne samo verska organizacija.
Slobodan Antonić smatra da se Kišjuhas kao demokratski socijalista uopšte ne bavi temama važnim za levičare, kao što je američki imperijalizam i ratno profiterstvo, već se primarno bavi onim što naziva srpskim nacionalizmom, zbog čega je prema Antoniću, njegovo levičarstvo pogrešno, groteskno, neautentično i u službi poretka neslobode i eksploatacije.
U jednoj od kolumni u Danas-u, Kišjuhas za Vikipediju na engleskom jeziku navodi da je impresivna u svakom aspektu i da može da promeni svet na bolje. Sa druge strane, o Vikipediji na srpskom tvrdi da jasno demonstrira šta može da počini majušna grupa uskogrudih diletanata zagledanih jedino u svoj pupak i njegove granice te da je smrad balkanskih krčmi je uspeo da se ušunja u nešto prelepo i velelepno.
Kroz prizmu percipiranog problema srpskog ili velikosrpskog nacionalizma, Kišjuhas objašnjava brojne probleme u Srbiji i svetu, od inspiracije za masovna ubistva na Zapadu do zagađenosti vazduha u Srbiji.
On iznosi jugonostalgičarske stavove.

## Odabrana dela
- Kišjuhas, A. (2019). Ideje, sukobi i rituali: Integrisana teorijska sociologija Rendala Kolinsa. Novi Sad: Mediterran Publishing.
- Kišjuhas, A. (2018). „Reason without feelings? Emotions in the history of Western philosophy”. Philosophy and Societ. 29 (2): 253—274.
- Škorić, M. i A. Kišjuhas (2018). Revolucije i društva: Uvod u teorijsku sociologiju revolucija. Novi Sad: Filozofski fakultet.
- Kišjuhas, A. i D. Marinković (2018). Proizvodnja sreće ili fabriciranje otuđenja? Filozofija i ekonomija emocija u postracionalno doba. Filozofska Istraživanja. 151  (3):  493–507.
- Kišjuhas, A. (2017). Emocije i njihovi ljudi: sociologija emocija Ervinga Gofmana. Godišnjak Filozofskog fakulteta. 42  (2):  381-395.
- Škorić, M. and A. Kišjuhas (2015). „Magic social numbers. On the social geometry of human groups”. Anthropo. 110 (2): 489—501. doi:10.5771/0257-9774-2015-2-489..
- Škorić, M. i A. Kišjuhas (2015). Vodič kroz ideologije II. Novi Sad: Alternativna kulturna organizacija.
- Škorić, M. i A. Kišjuhas (2014). Vodič kroz ideologije I. Novi Sad: Alternativna kulturna organizacija.
- Škorić, M., A. Kišjuhas and J. Škorić (2013). "Excursus on the stranger" in the context of Simmel's sociology of space. Sociológia – Slovak Sociological Review. 45  (6):  589–602
- Škorić, M. i A. Kišjuhas (2012). Evolucija i prirodna selekcija: Od Anaksimandra do Darvina. Novi Sad: Mediterran Publishing.